# Nossa Senhora Desatadora dos Nós
O título de Nossa Senhora Desatadora dos Nós surgiu em 1700 com uma pintura do artista alemão Johann Schmidtner. A pintura, de 1,1 metro de largura por 1,82 metros de altura, encontra-se na capela de St. Peter am Perlach, em Augsburgo na Alemanha. O Papa Francisco, devoto, levou para Buenos Aires (Argentina) cartões-postais da imagem (conhecidos no Brasil por santinhos) onde há uma réplica da pintura na Igreja de San José del Talar.

## Descrição da imagem

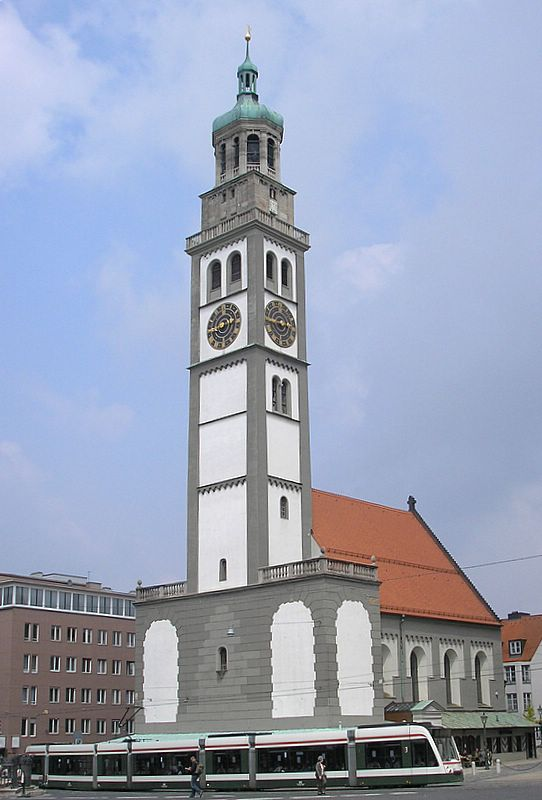
St. Peter am Perlach, Perlachturm

O artista, ao criar este painel, inspirou-se em Ap 12,1: “Apareceu um grande sinal no céu: uma mulher revestida do sol (Mãe de Deus), a lua debaixo de seus pés (Imaculada Conceição), e na cabeça uma coroa de doze estrelas (Mãe da Igreja)”; e na frase de Santo Irineu: “Eva, por sua desobediência, atou o nó da desgraça para o gênero humano; Maria por sua obediência, o desatou”.
Sobre a Virgem o Espírito Santo derrama suas luzes. Um dos anjos entrega a Maria uma fita com nós grandes e pequenos, separados e juntos, apertados e frouxos, que simboliza a nossa culpa original. Um outro anjo recebe das mãos de Maria a fita que cai livremente com os nós desfeitos. Significa uma vida mergulhada em Deus e na sua misericórdia e o poder libertador das mãos de Maria.
Na parte inferior do quadro, percebe-se uma área escura, simbolizando as sombras que dominam a terra. Nessa escuridão, vê-se um homem sendo guiado por um anjo até o topo da montanha. Na interpretação de muitas pessoas, trata-se do arcanjo Rafael, que acompanha Tobias e o ajuda a encontrar Sara, sua esposa, escolhida por Deus.

## Capelas
- Armação dos Búzios: Capela de Nossa Senhora Desatadora de Nós [1]

- Campinas: "Santuário Nossa Senhora Desatadora Dos Nós" e "Capela Maria Porta do Céu" (Nossa Senhora Desatadora dos Nós) [2]
- São José: Capela Nossa Senhora Desatadora dos Nós (Paróquia Santo Antônio)
- Sanguinheira: Capelinha da Nossa Senhora Desatadora dos Nós
- Presidente Prudente: Paróquia Nossa Senhora Desatadora dos Nós
- Americana: Paróquia Nossa Senhora Desatadora dos Nós
- Belo Horizonte: Paróquia Nossa Senhora Mãe da Igreja (Todos os 8 de cada mês: às 8h,12h,15h e 20h (Igreja Mãe de Deus))
- Capitel Nossa Senhora Desatadora dos Nós, Paulo Bento - RS - Idealizado pelo Padre Valter Girelli com ajuda de diversos devotos da Mãe desatadora dos Nós, o terreno foi adquirido com recursos do sacerdote que irá doar para Mitra Diocesana de Erexim. Fica localizado na divisa de Paulo Bento com Erechim no Rio Grande do Sul.